# Courcelles-sous-Thoix
Pour les articles homonymes, voir Courcelles.
Courcelles-sous-Thoix est une commune française située dans le département de la Somme, en région Hauts-de-France.

## Géographie

### Localisation
Courcelles-sous-Thoix est un village picard de l'Amiénois.
À vol d'oiseau, la localité est située à 6 km au sud-ouest de Conty, 9 km au sud-est de Poix-de-Picardie, 25 km au sud-ouest d'Amiens et à 31 km au nord de Beauvais.
Le territoire de la commune est limitrophe de ceux de six communes.
Les communes limitrophes sont  Belleuse, Brassy, Contre, Fleury, Sentelie et Thoix.

### Géologie et relief
La superficie de la commune est de 4,37 km2 ; son altitude varie de 72  à   187 mètres.

### Hydrographie

#### Réseau hydrographique
La commune est située dans le bassin Artois-Picardie.
Elle est drainée par la rivière des Parquets.

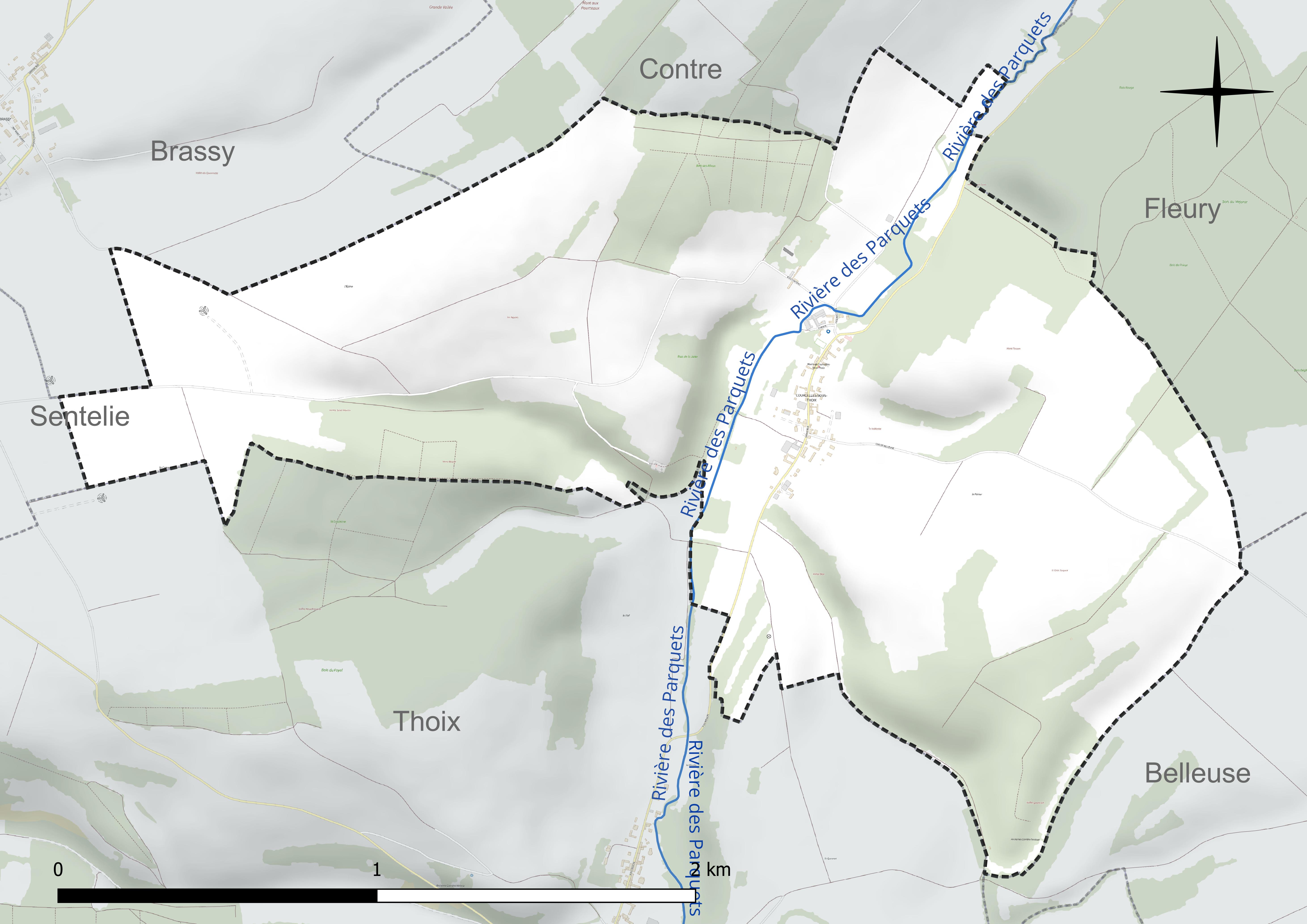
Réseau hydrographique de Courcelles-sous-Thoix.

#### Gestion et qualité des eaux
Le territoire communal est couvert par le schéma d'aménagement et de gestion des eaux (SAGE) « Somme aval et Cours d'eau côtiers ». Ce document de planification concerne un territoire de 1 835 km2 de superficie, délimité par le bassin versant de la Somme canalisée. Le périmètre a été arrêté le 29 avril 2010 et le SAGE proprement dit a été approuvé le 6 août 2019. La structure porteuse de l'élaboration et de la mise en œuvre est le syndicat mixte d'aménagement hydraulique du bassin versant de la Somme (AMEVA).
La qualité des cours d'eau peut être consultée sur un site dédié géré par les agences de l'eau et l'Agence française pour la biodiversité.

### Climat
Pour des articles plus généraux, voir Climat des Hauts-de-France et Climat de la Somme.
En 2010, le climat de la commune est de type climat océanique dégradé des plaines du Centre et du Nord, selon une étude du CNRS s'appuyant sur une série de données couvrant la période 1971-2000. En 2020, Météo-France publie une typologie des climats de la France métropolitaine dans laquelle la commune est exposée à un climat océanique et est dans une zone de transition entre les régions climatiques « Nord-est du bassin Parisien » et « Côtes de la Manche orientale ».
Pour la période 1971-2000, la température annuelle moyenne est de 10,3 °C, avec une amplitude thermique annuelle de 14,6 °C. Le cumul annuel moyen de précipitations est de 763 mm, avec 12 jours de précipitations en janvier et 8,3 jours en juillet. Pour la période 1991-2020, la température moyenne annuelle observée sur la station météorologique la plus proche, située sur la commune de Saint-Arnoult à 21 km à vol d'oiseau, est de 10,4 °C et le cumul annuel moyen de précipitations est de 797,2 mm,. Pour l'avenir, les paramètres climatiques de la commune estimés pour 2050 selon différents scénarios d'émission de gaz à effet de serre sont consultables sur un site dédié publié par Météo-France en novembre 2022.

## Urbanisme

### Typologie
Au 1er janvier 2024, Courcelles-sous-Thoix est catégorisée commune rurale à habitat dispersé, selon la nouvelle grille communale de densité à sept niveaux définie par l'Insee en 2022.
Elle est située hors unité urbaine. Par ailleurs la commune fait partie de l'aire d'attraction d'Amiens, dont elle est une commune de la couronne,. Cette aire, qui regroupe 369 communes, est catégorisée dans les aires de 200 000 à moins de 700 000 habitants,.

### Occupation des sols

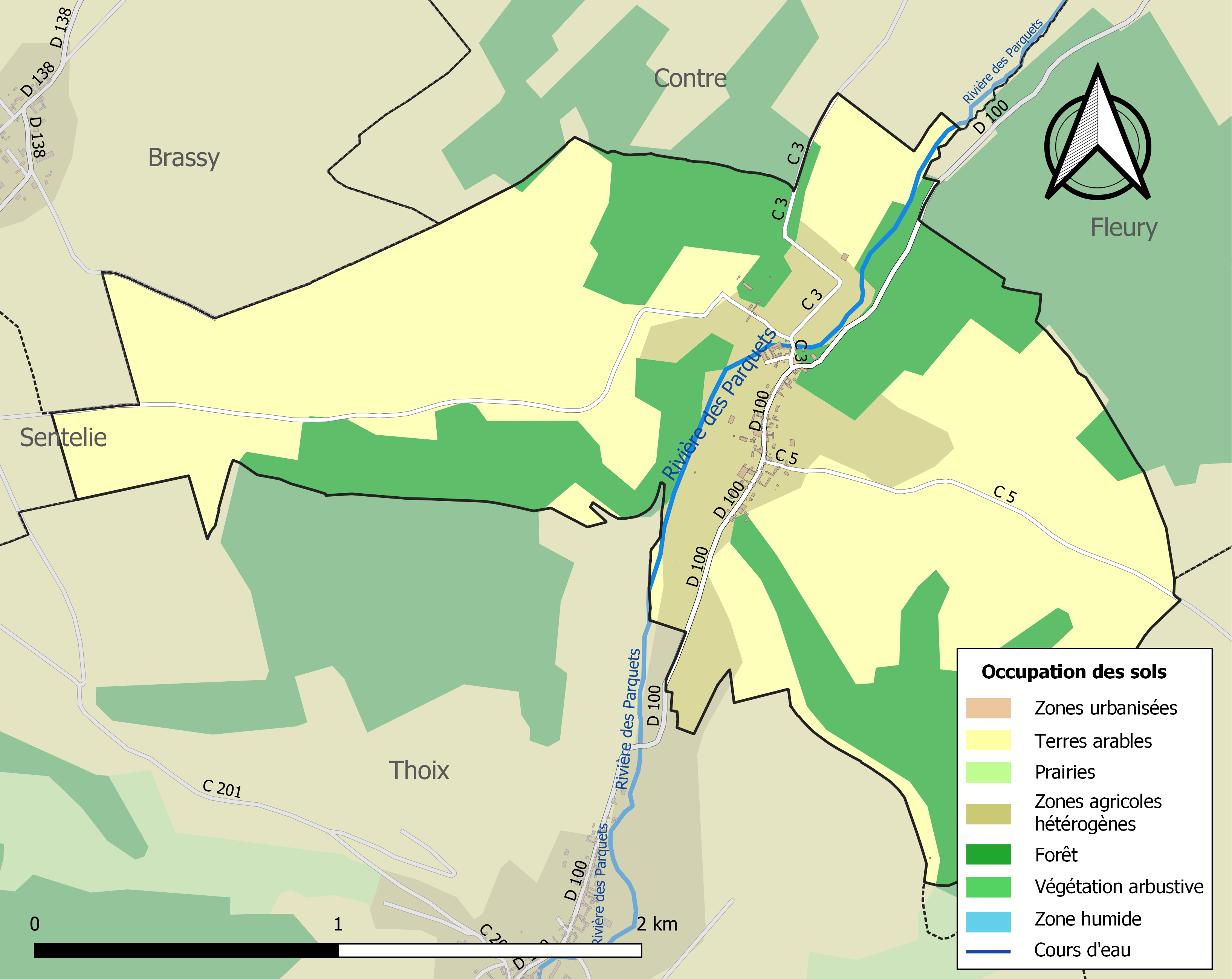
Carte des infrastructures et de l'occupation des sols de la commune en 2018 (CLC).

L'occupation des sols de la commune, telle qu'elle ressort de la base de données européenne d'occupation biophysique des sols Corine Land Cover (CLC), est marquée par l'importance des territoires agricoles (69,6 % en 2018), une proportion identique à celle de 1990 (69,6 %).
La répartition détaillée en 2018 est la suivante : terres arables (56,8 %), forêts (30,4 %), zones agricoles hétérogènes (12,8 %).
L'évolution de l'occupation des sols de la commune et de ses infrastructures peut être observée sur les différentes représentations cartographiques du territoire : la carte de Cassini (XVIIIe siècle), la carte d'état-major (1820-1866) et les cartes ou photos aériennes de l'IGN pour la période actuelle (1950 à aujourd'hui).

### Habitat et logement
En 2021, le nombre total de logements dans la commune était de 34, alors qu'il était de 32 en 2016 et de 34 en 2011.
Parmi ces logements, 79,2 % étaient des résidences principales, 6 % des résidences secondaires et 14,9 % des logements vacants. Ces logements étaient  tous des maisons individuelles.
Le tableau ci-dessous présente la typologie des logements à Courcelles-sous-Thoix en 2021 en comparaison avec celle de la Somme et de la France entière. Une caractéristique marquante du parc de logements est ainsi la faible proportion des résidences secondaires et logements occasionnels (6 %) par rapport au département (8,4 %) et à la France entière (9,7 %).
| Typologie                                               | Courcelles-sous-Thoix | Somme | France entière |
| ------------------------------------------------------- | --------------------- | ----- | -------------- |
| Résidences principales (en %)                           | 79,2                  | 83,1  | 82,2           |
| Résidences secondaires et logements occasionnels (en %) | 6                     | 8,4   | 9,7            |
| Logements vacants (en %)                                | 14,9                  | 8,5   | 8,1            |

## Toponymie
Le nom de la localité est attesté sous les formes Curcellæ en 1105 ; Curcell en 1140 ; Corcellæ en 1189 ; Corcelli en 1189 ; Courcelle en 1229 ; Courcheles-soubz-Thoys en 1301 ; Corcelles-sous-Thoix en 1657 ; "Courcelles-sous-Thoix en 1692 ; Courcelle" en 1761.
Courcelle est un nom commun en moyen français (Renaissance) qui désigne une « petite cour » ou « un petit jardin, pluriel du bas-latin corticella « petit domaine », « petite ferme ».
Thoix est un bourg au sud de la commune.

## Histoire

### Époque contemporaine

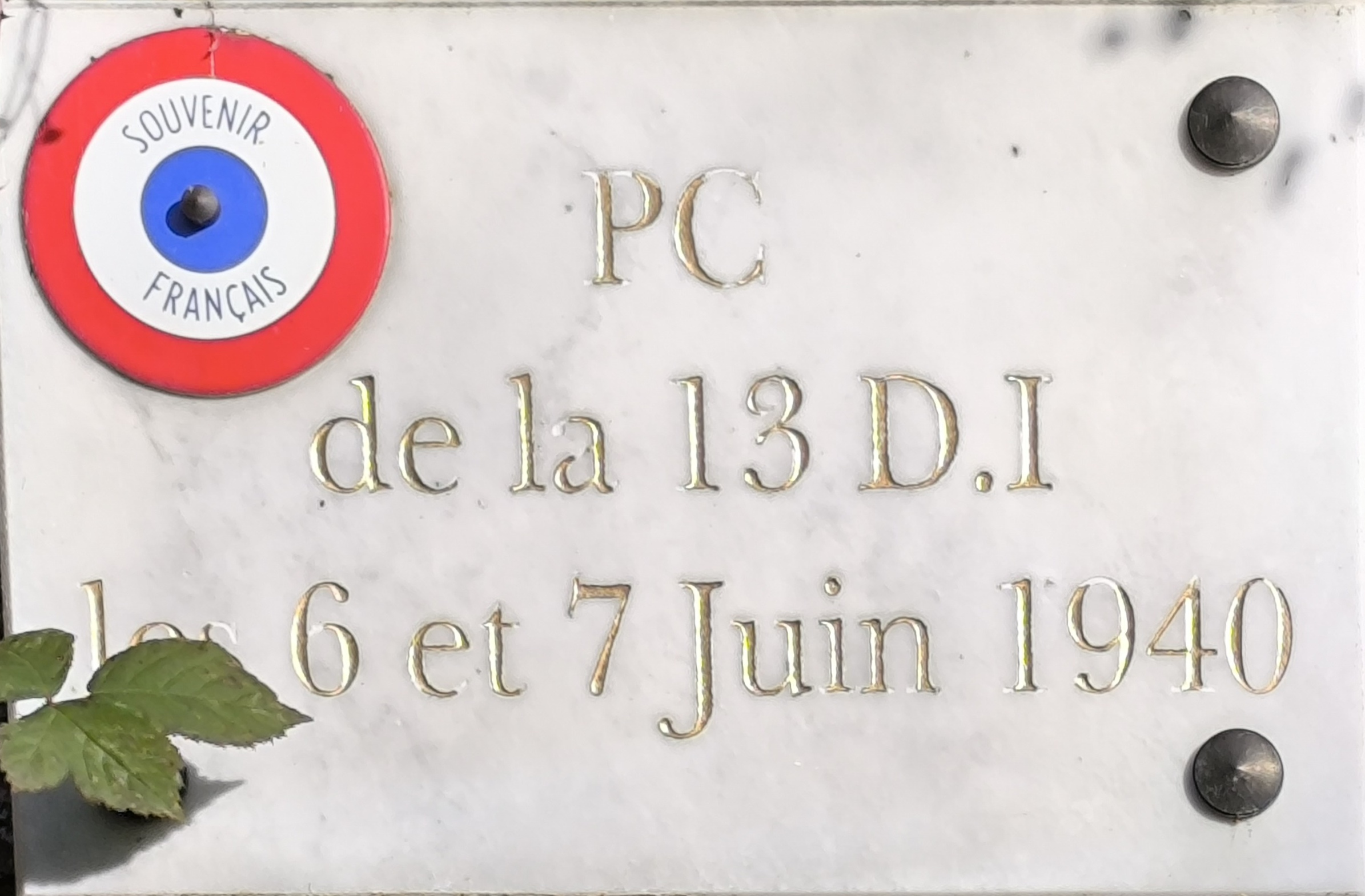
Plaque commémorative sur le portail du château des Alleux.

Au début de la Seconde Guerre mondiale, lors de la bataille de France, les 6 et 7 juin 1940, le poste de commandement de la 13e division d'infanterie s'est installé dans le château.

## Politique et administration

### Rattachements administratifs et électoraux

#### Rattachements administratifs
La commune se trouve dans l'arrondissement d'Amiens du département de la Somme.
Elle faisait partie depuis 1793 du canton de Conty. Dans le cadre du redécoupage cantonal de 2014 en France, cette circonscription administrative territoriale a disparu, et le canton n'est plus qu'une circonscription électorale.

#### Rattachements électoraux
Pour les élections départementales, la commune fait partie depuis 2014 du canton d'Ailly-sur-Noye.
Pour l'élection des députés, elle fait partie depuis 2012 de la quatrième circonscription de la Somme.

### Intercommunalité
La commune était membre de la  communauté de communes du canton de Conty, créée par un arrêté préfectoral du 23 décembre 1996, et qui s'est substituée aux syndicats préexistants tels que le SIVOM et le SIVU de la coulée verte. Cette intercommunalité est renommée communauté de communes du Contynois en 2015, à la suite de la disparition du canton.
Dans le cadre des dispositions de la loi portant nouvelle organisation territoriale de la République du 7 août 2015, qui prévoit que les établissements publics de coopération intercommunale (EPCI) à fiscalité propre doivent avoir un minimum de 15 000 habitants, la préfète de la Somme propose en octobre 2015 un projet de nouveau schéma départemental de coopération intercommunale (SDCI) qui prévoit la réduction de 28 à 16 du nombre des intercommunalités à fiscalité propre du département.
Ce projet prévoit la « fusion des communautés de communes du Sud-Ouest Amiénois, du Contynois et de la région d'Oisemont », le nouvel ensemble de 37 412 habitants regroupant 120 communes,. À la suite de l'avis favorable de la commission départementale de coopération intercommunale en janvier 2016, la préfecture sollicite l'avis formel des conseils municipaux et communautaires concernés en vue de la mise en œuvre de la fusion.
La communauté de communes Somme Sud-Ouest, dont est désormais membre la commune, est ainsi créée au 1er janvier 2017.

### Liste des maires
| Période                                  | Période                      | Identité          | Étiquette | Qualité                        |
| ---------------------------------------- | ---------------------------- | ----------------- | --------- | ------------------------------ |
| Les données manquantes sont à compléter. |                              |                   |           |                                |
| mars 2001                                | 2008                         | Maryvonne Lefevre |           |                                |
| mars 2008                                | 2014                         | Sylvie Fournier   |           |                                |
| 2014                                     | En cours (au 8 octobre 2020) | Arnaud de Monclin |           | Réélu pour le mandat 2020-2026 |

## Population et société

### Démographie
L'évolution du nombre d'habitants est connue à travers les recensements de la population effectués dans la commune depuis 1793. Pour les communes de moins de 10 000 habitants, une enquête de recensement portant sur toute la population est réalisée tous les cinq ans, les populations de référence des années intermédiaires étant quant à elles estimées par interpolation ou extrapolation. Pour la commune, le premier recensement exhaustif entrant dans le cadre du nouveau dispositif a été réalisé en 2005.

En 2022, la commune comptait 66 habitants, en évolution de −1,49 % par rapport à 2016 (Somme : −1,26 %, France hors Mayotte : +2,11 %).
| 1793 | 1800 | 1806 | 1821 | 1831 | 1836 | 1841 | 1846 | 1851 |
| ---- | ---- | ---- | ---- | ---- | ---- | ---- | ---- | ---- |
| 210  | 176  | 191  | 247  | 271  | 279  | 266  | 267  | 256  |

| 1856 | 1861 | 1866 | 1872 | 1876 | 1881 | 1886 | 1891 | 1896 |
| ---- | ---- | ---- | ---- | ---- | ---- | ---- | ---- | ---- |
| 230  | 223  | 209  | 199  | 172  | 154  | 153  | 142  | 133  |

| 1901 | 1906 | 1911 | 1921 | 1926 | 1931 | 1936 | 1946 | 1954 |
| ---- | ---- | ---- | ---- | ---- | ---- | ---- | ---- | ---- |
| 108  | 102  | 90   | 89   | 90   | 84   | 87   | 83   | 79   |

| 1962 | 1968 | 1975 | 1982 | 1990 | 1999 | 2005 | 2006 | 2010 |
| ---- | ---- | ---- | ---- | ---- | ---- | ---- | ---- | ---- |
| 79   | 73   | 58   | 55   | 54   | 55   | 59   | 61   | 53   |

| 2015 | 2020 | 2022 | - | - | - | - | - | - |
| ---- | ---- | ---- | - | - | - | - | - | - |
| 65   | 67   | 66   | - | - | - | - | - | - |

## Économie
Courcelles-sous-Thoix est une commune agricole.

## Culture locale et patrimoine

### Lieux et monuments
- Église romane Saint-Martin, de 1749[31].
- Le château des Alleux, datant de 1638 et de style Louis XIII, restauré en 1900, est situé à proximité immédiate de Contre.  Après avoir servi de chambres d'hôtes pendant de nombreuses années, le château est désormais une propriété privée. Le jardin a été repéré dans le pré-inventaire du ministère de la Culture[32].

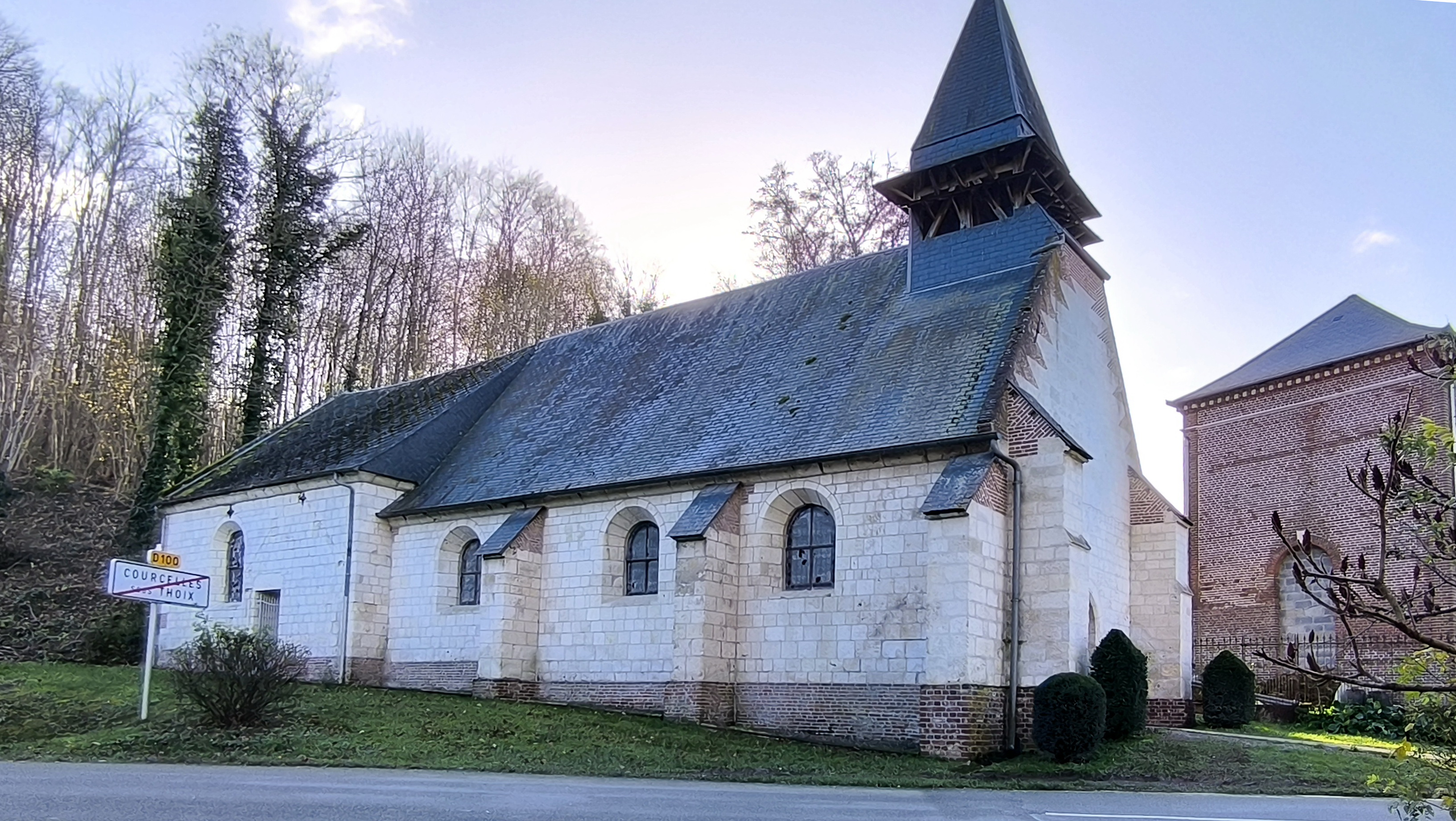
L'église Saint-Martin...
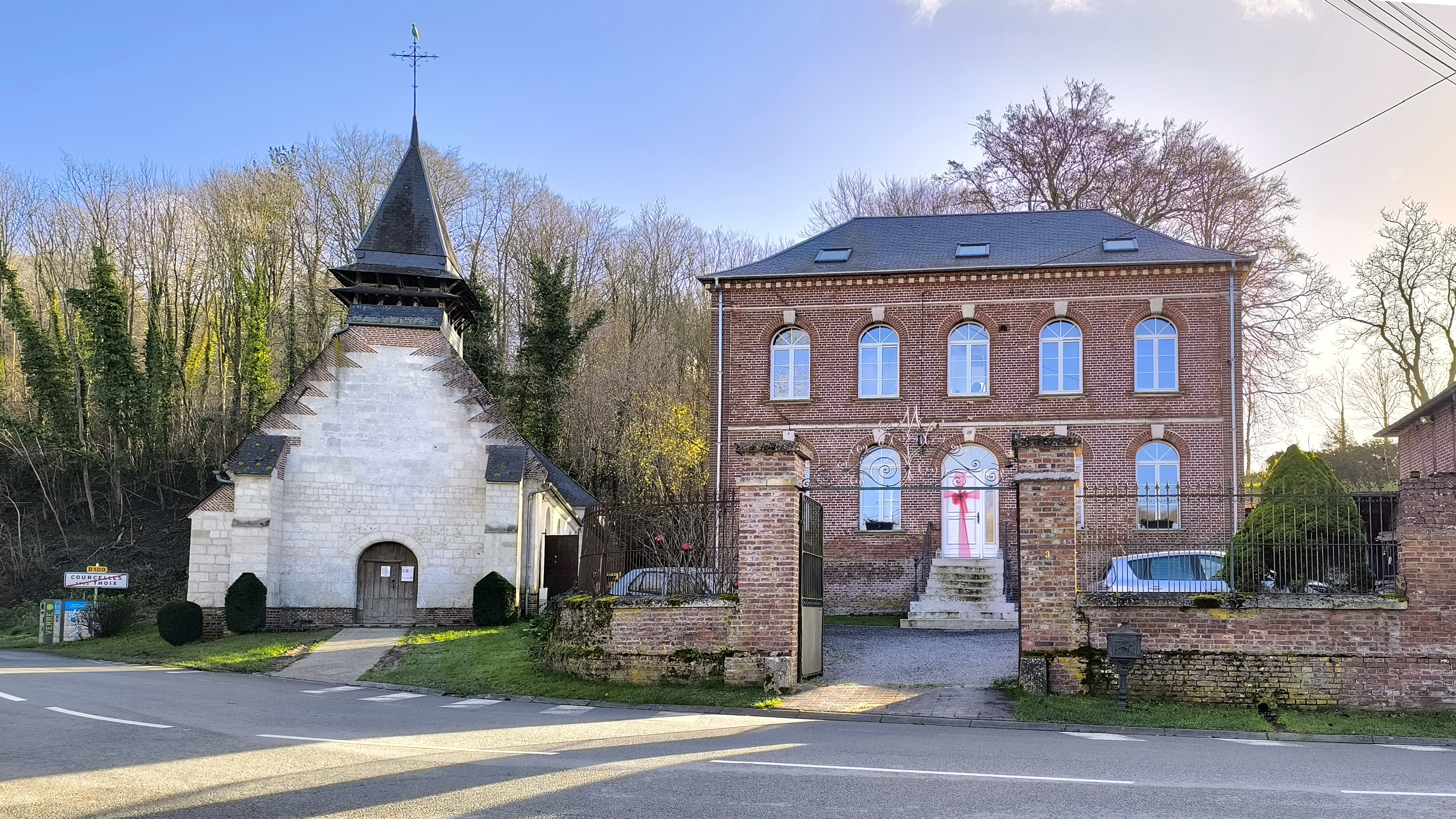
... et son presbytère.
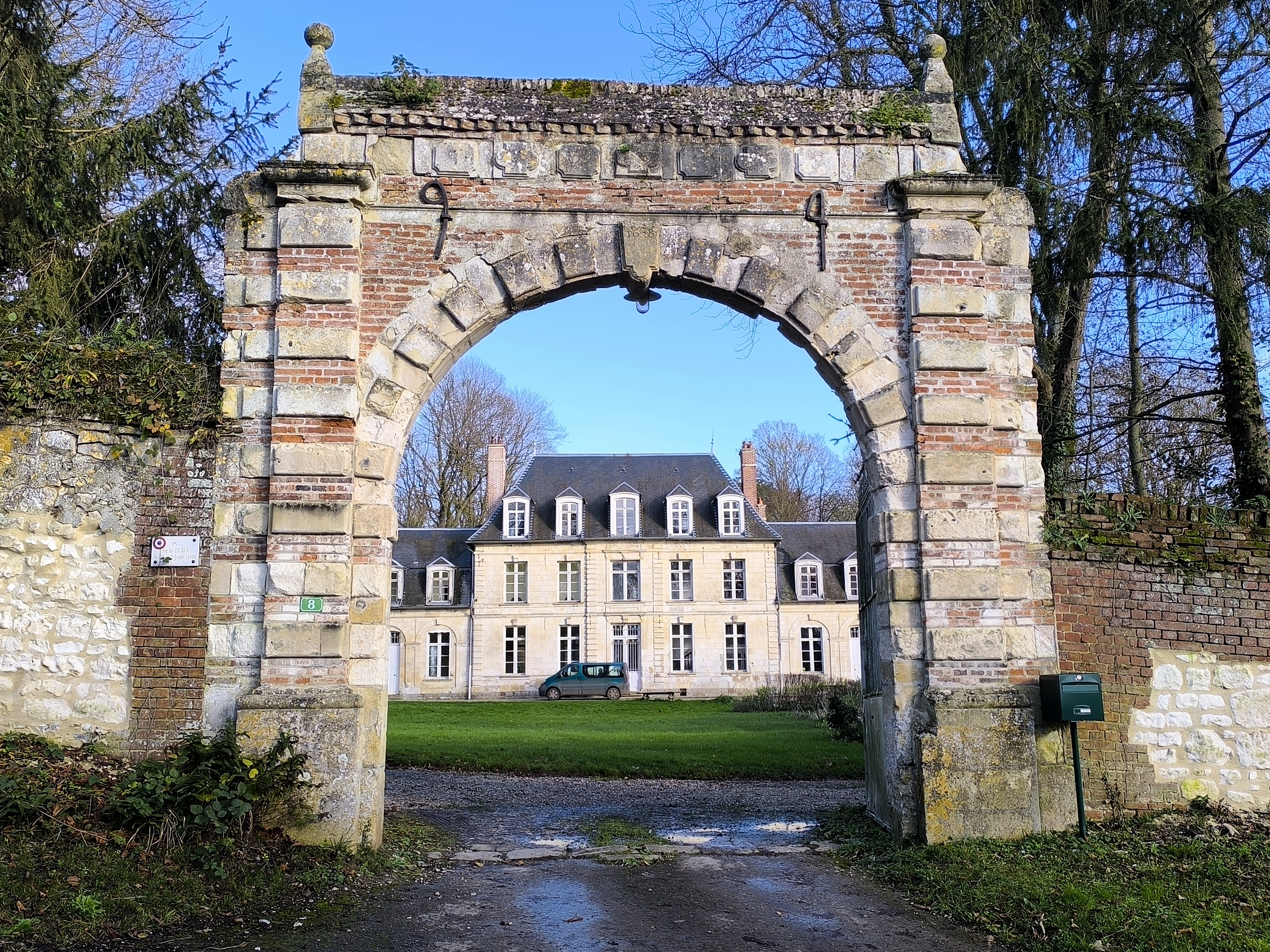
Le portail du château des Alleux.
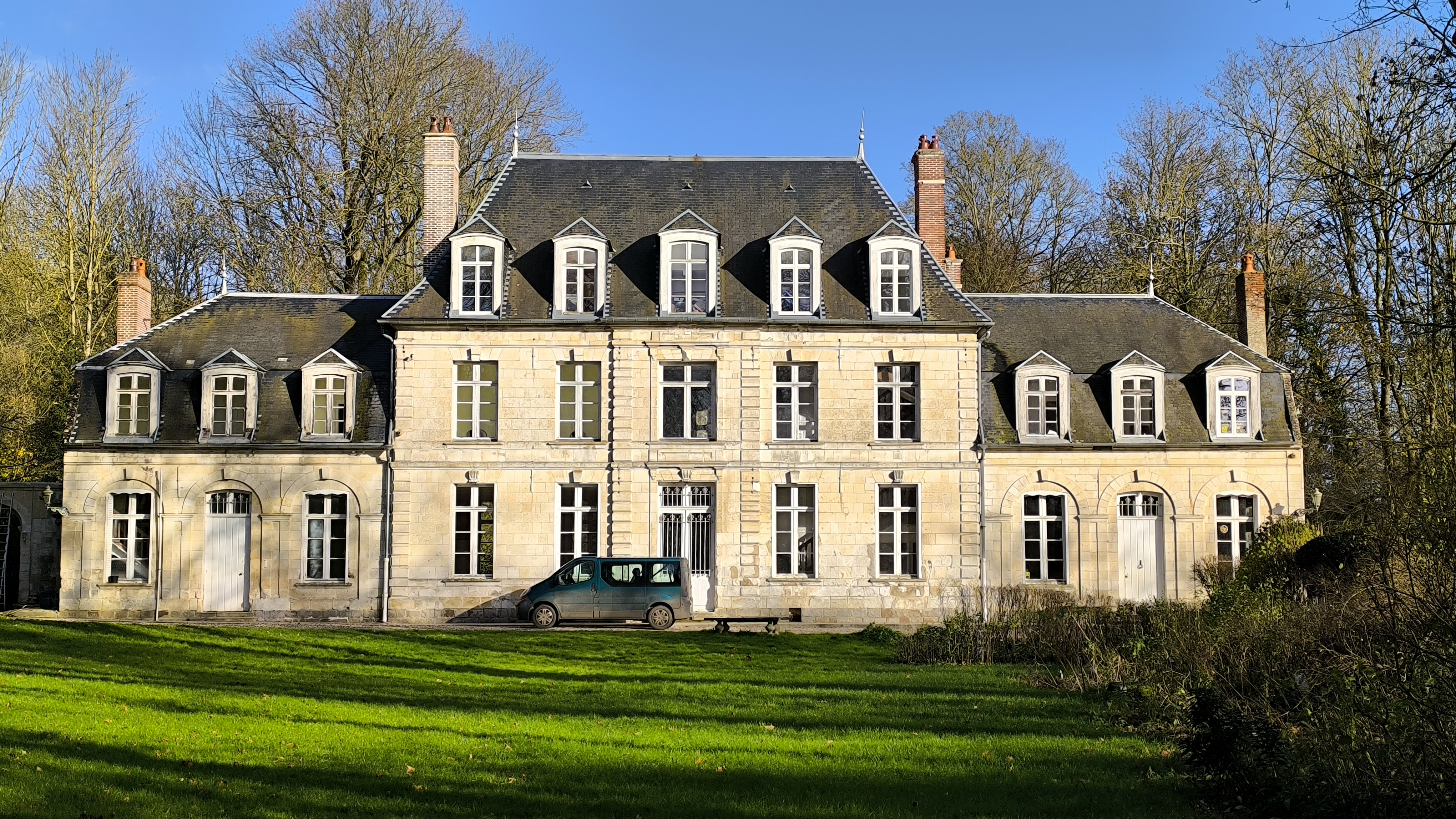
... et sa façade
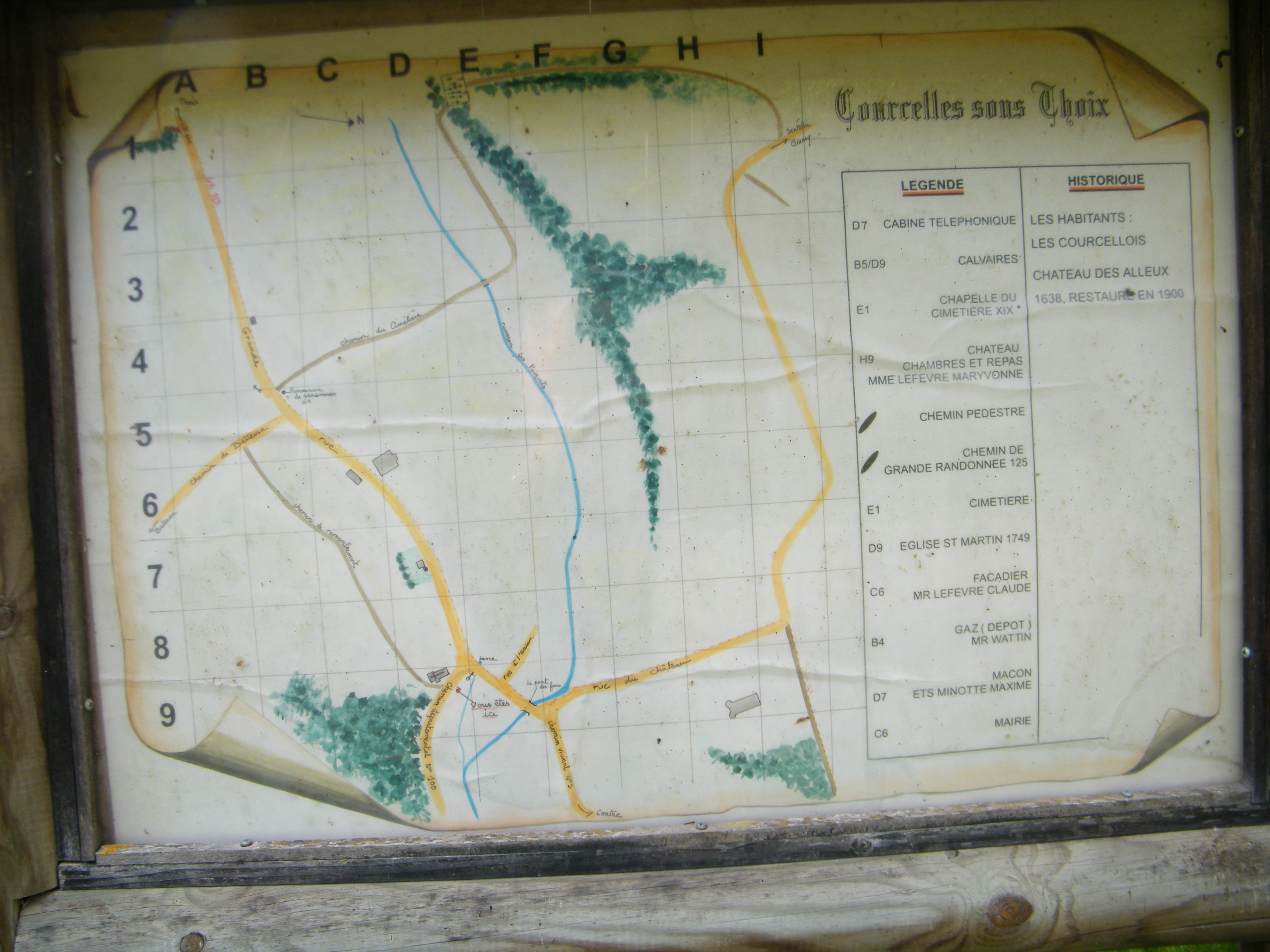
Panneau-guide de randonnée.
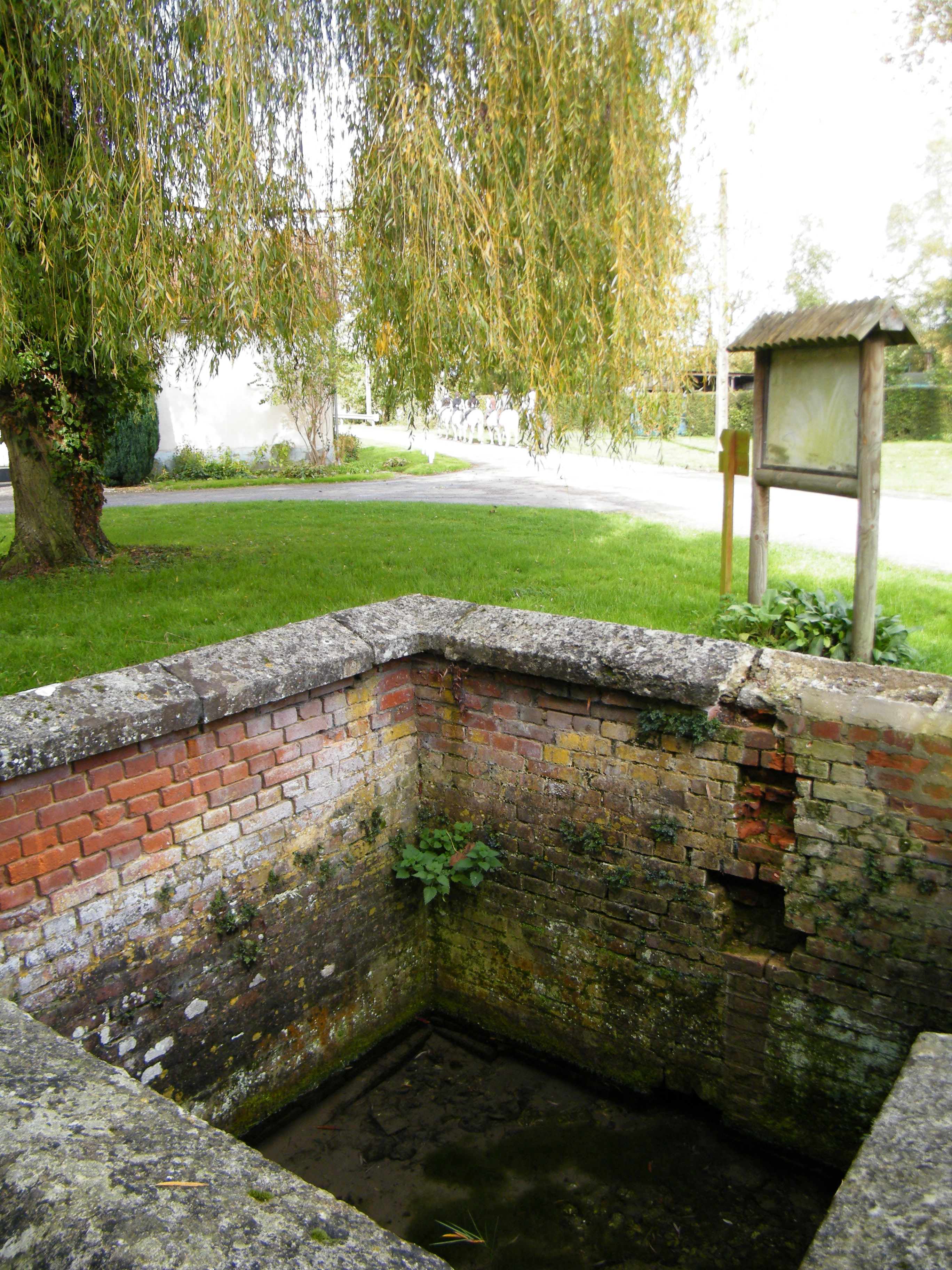
Source et fontaine.
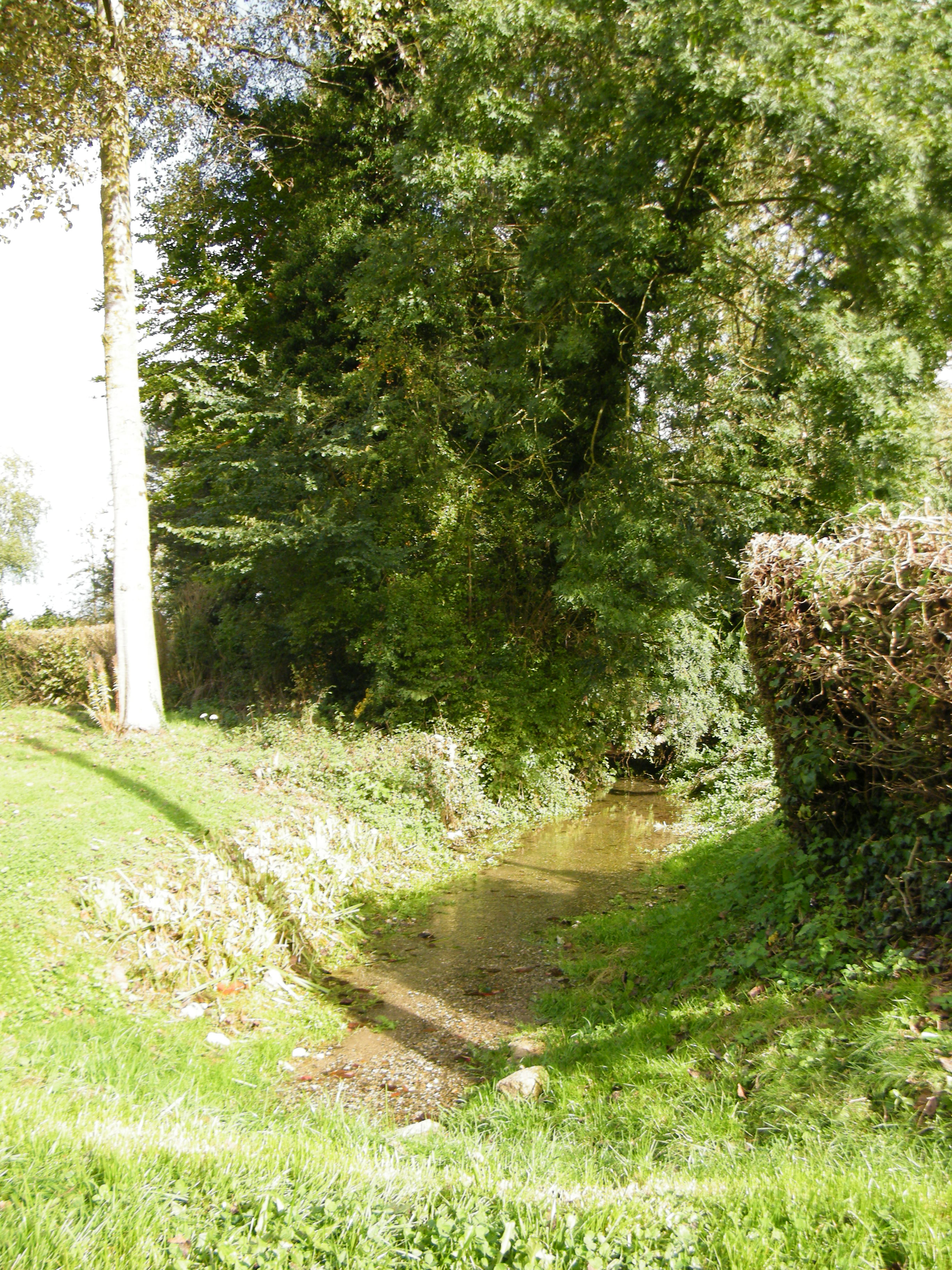
Premiers pas... du ruisseau.